# Bazaar
Bazaar (vormals Bazaar-NG) ist Teil des GNU-Projekts und eine Software zur Versionsverwaltung von Quellcode, dessen Entwicklung vor allem durch Canonical Ltd. finanziert und vorangetrieben wurde.  Hauptziel ist die Entwicklung von Open-Source-Projekten zu erleichtern. Das bekannteste Projekt, welches Bazaar benutzt, ist zurzeit Ubuntu (Stand Januar 2008).
Das Entwicklerteam von Bazaar legt das Hauptaugenmerk auf einfache Bedienung, Zuverlässigkeit und Flexibilität.  Die Verwaltung von Entwicklungszweigen (Branching and Merging) gestaltet sich sehr einfach und kann mit einem sehr kleinen Satz von Kommandos bewältigt werden.  Bazaar kann von einem einzelnen Entwickler mit mehreren Entwicklerzweigen auf einem lokalen System genauso benutzt werden wie von Teams, die über ein Rechnernetz an einem Projekt zusammenarbeiten.
Bazaar ist in Python geschrieben und fertige Pakete sind für alle gängigen Linux-Distributionen, Mac OS X und Windows verfügbar.

## Eigenschaften
Bazaar ist auf einfache Benutzbarkeit ausgelegt. Die Kommandos ähneln denen von CVS und Subversion, und es ist sehr leicht, ein neues Projekt ohne Server zu starten und zu betreuen.
Im Gegensatz zu rein verteilten Versionskontrollprogrammen unterstützt Bazaar sowohl den Ansatz mit als auch ohne den zentralen Server.  Es ist darüber hinaus möglich, beide Ansätze gleichzeitig bei einem Projekt anzuwenden. Die Website Launchpad bietet einen kostenlosen Hosting-Dienst für Bazaar-Projekte im Open-Source-Bereich an.
Bazaar kann mit einigen anderen Versionskontrollprogrammen zusammenarbeiten. Dies ermöglicht Benutzern, Entwicklerzweige aus diesen anderen Systemen transparent als Bazaar-Zweig zu nutzen. Bazaar unterstützt auf diese Weise Subversion. Unterstützung für Mercurial und Git befinden sich in den Anfängen.
Bazaar bietet Unicode-Unterstützung für Dateinamen, Commit-Beschreibungen und Benutzernamen.

## Geschichte
Am 1. Februar 2005 erklärte Martin Pool, dass er von Canonical Ltd. damit beauftragt worden war, ein „neues Versionskontrollprogramm zu erstellen, das Open-Source-Entwickler gerne benutzen werden“. Martin Pool hatte bis dato mehrere Versionskontrollprogramme in Vorträgen und in seinem Weblog beschrieben und kritisch untersucht. Im März 2005 wurde eine öffentliche Website und Mailingliste eingerichtet.
Das Projekt war eine völlige Neuimplementierung, die versuchte, auf den Erfahrungen mit anderen in der Entwicklung befindlichen Versionskontrollprogrammen aufzubauen.
Seit Februar 2008 ist Bazaar ein Teil des GNU-Projektes.

### Vorgängerprojekte
Obwohl es keine gemeinsame Codebasis gibt, wurzelt Bazaar im GNU-arch-Protokoll und -Projekt.  Am 29. Oktober 2004 kündigte Robert Collins einen Fork von Arch namens Baz an (der ursprünglich selbst Bazaar genannt wurde). Der Name „Baz“ war angelehnt an den Kommandozeilenaufruf „baz“. Canonical Ltd. unterstützte die Entwicklung von Baz bis Mitte 2005, als auf der Baz-Webseite ein Parallel-Projekt namens Bazaar-NG angekündigt wurde, welches neu in Python erstellt würde und welches Baz ablösen würde.  Dieses wurde dann später in Bazaar umbenannt.
Baz wird nicht mehr weiterentwickelt. Im Oktober 2005 gab es die letzte veröffentlichte Version von Baz (1.4.3). Gleichzeitig gab Robert Collins bekannt, dass er nicht die Ressourcen habe, Baz 1.5 fertigzustellen, und dass Teile von Baz in Arch zurückverschmolzen worden waren. Canonical betrachtet Baz als veraltet.

### Rückzug von Canonical
Anfang 2012 zog Canonical alle Mitarbeiter vom Bazaar-Projekt ab, was zu einem Einbruch der Aktivität des Projektes führte, da bereits seit Jahren immer weniger Beiträge von Programmierern außerhalb von Canonical gekommen waren.  Von bis dato 41.250 Beiträgen zum Bazaar-Quellcode fielen nur ca. 250 auf den Zeitraum 2013 bis 2017, seit Anfang 2017 ist das Projekt inaktiv.